# Cine Rialto (Valencia)

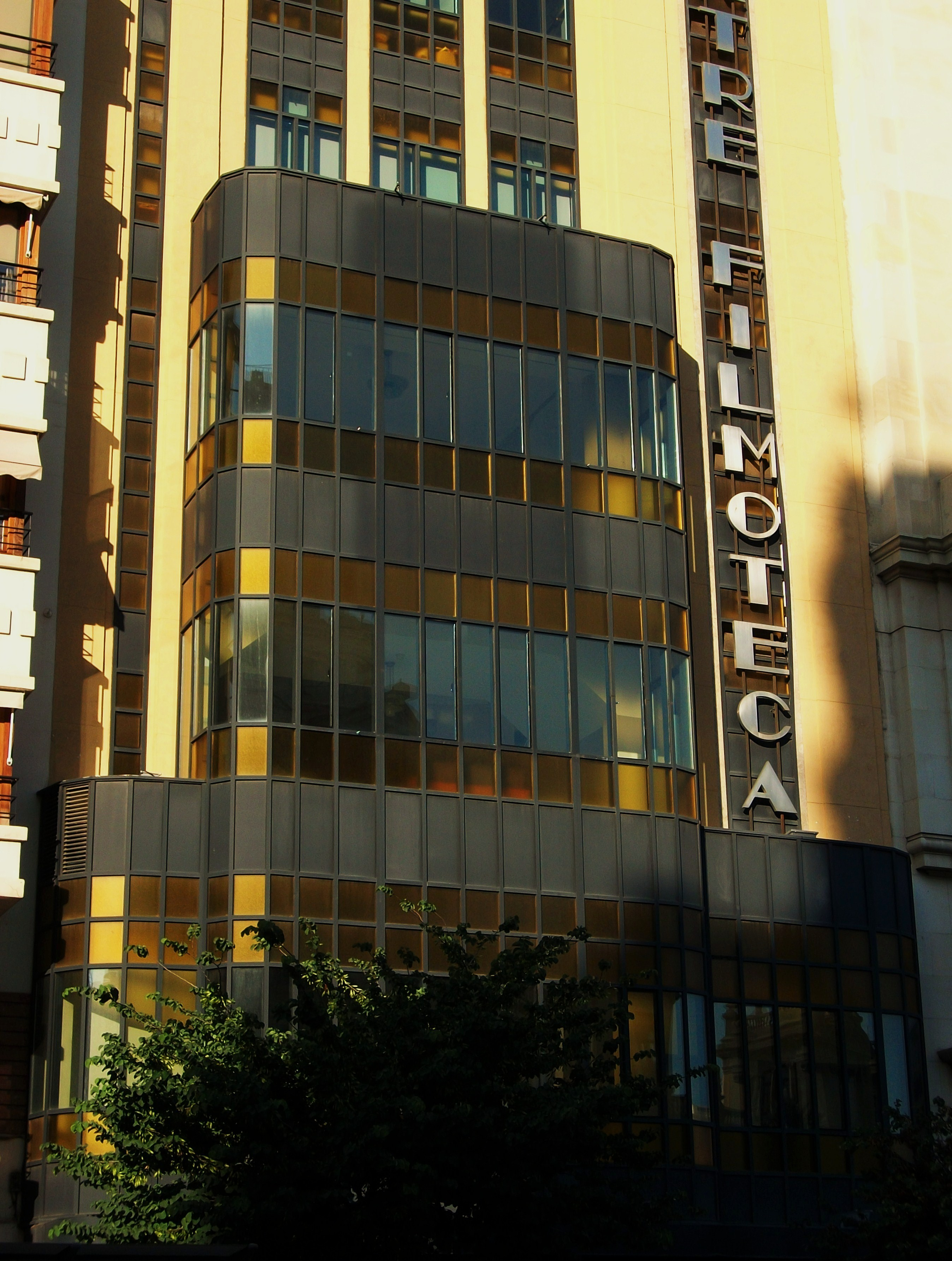
Fachada del teatro cine Rialto

El teatro cine Rialto situado en la plaza del Ayuntamiento número 17 de la ciudad de Valencia (España) fue construido en el año 1939 a iniciativa de la familia González Galindo, con proyecto del arquitecto Cayetano Borso di Carminati. El proyecto responde al estilo racionalista, aunque con influencias del art déco valenciano.
El programa del edificio es complejo: cine, salón de té y restaurante en su origen. En la rehabilitación posterior se habilitó una sala para las proyecciones cinematográficas del Instituto Valenciano de Cinematografía, una pequeña sala de representaciones teatrales, un Music-hall en el sótano y el teatro Rialto que le da nombre al edificio. 

## Descripción
En el edificio destaca la habilidad de encaje del programa en un solar de planta tan irregular. Las salas se disponen abriéndose al vértice conformando una figura de corazón, y destinando los espacios residuales de la parcela para organizar los accesos y comunicaciones verticales.
El acceso principal del edificio se produce por la plaza del Ayuntamiento, a través de un pórtico de 6 metros de anchura, y que conduce al vestíbulo, desde donde arrancan dos escaleras que comunican esta planta con las superiores. La estructura del edificio es metálica, permitiendo así la disposición de grandes vanos, necesarios en las salas de espectáculos. El uso del hierro no solo tiene un objeto estructural; la combinación de este material en el exterior junto con el vidrio, la verticalidad de la fachada principal, reforzada por la torre que recorre toda su altura, la ligereza de la fachada posterior y su estricta geometría, son algunas de las características principales de este edificio.
Elementos característicos del movimiento Decó son utilizados por Borso di Carminati, como los remates en la torre y en el hueco de escalera. En el interior, mármoles blancos y negros se combinan con metales al gusto de esta tendencia: Duraluminio y cobre en plafones, bronce en remates de barandillas, escayolas y ornamentaciones modernistas. También se manifiesta esta tendencia en la partición de los ventanales, y en la proporción de los huecos de la fachada principal, donde la verticalidad domina siempre.
Sin embargo, en la fachada posterior es donde el arquitecto apuesta decididamente por el racionalismo y se muestra más austero en la composición. Una estricta modulación de huecos y particiones en las carpinterías metálicas son los puntos básicos de esta fachada. El prerracionalismo es patente en la verticalidad de los huecos, que derivarían más tarde a ventanales más horizontales.
Es también interesante destacar los detalles en la decoración del zaguán, donde los guiños art déco son constantes. Mármoles blancos y negros son combinados en los peldaños de la escalera y en los zócalos de los paños verticales.
Durante los años 80 del pasado siglo XX se llevó a cabo una respetuosa restauración del edificio bajo la dirección de los arquitectos Cristina y Camilo Grau.